# Вілтон (Алабама)
Вілтон (англ. Wilton) — місто (англ. town) в США, в окрузі Шелбі штату Алабама. Населення — 587 осіб (2020).

## Географія
Вілтон розташований за координатами 33°4′54″ пн. ш. 86°52′47″ зх. д. / 33.08167° пн. ш. 86.87972° зх. д. (33.081565, -86.879655).  За даними Бюро перепису населення США в 2010 році місто мало площу 2,60 км², з яких 2,57 км² — суходіл та 0,02 км² — водойми.

## Демографія
Згідно з переписом 2010 року, у місті мешкало 687 осіб у 250 домогосподарствах у складі 181 родини. Густота населення становила 264 особи/км².  Було 277 помешкань (107/км²).
Расовий склад населення:
| - 71,5 % — білих - 22,7 % — чорних або афроамериканців - 0,1 % — азіатів - 3,2 % — осіб інших рас |

До двох чи більше рас належало 2,5 %. Частка іспаномовних становила 4,7 % від усіх жителів.
За віковим діапазоном населення розподілялося таким чином: 28,1 % — особи молодші 18 років, 60,5 % — особи у віці 18—64 років, 11,4 % — особи у віці 65 років та старші. Медіана віку мешканця становила 34,3 року. На 100 осіб жіночої статі у місті припадало 90,8 чоловіків;  на 100 жінок у віці від 18 років та старших — 91,5 чоловіків також старших 18 років.
Середній дохід на одне домашнє господарство  становив 45 920 доларів США (медіана — 39 750), а середній дохід на одну сім'ю — 50 035 доларів (медіана — 43 173). Медіана доходів становила 40 625 доларів для чоловіків та 35 375 доларів для жінок. За межею бідності перебувало 12,0 % осіб, у тому числі 7,9 % дітей у віці до 18 років та 0,0 % осіб у віці 65 років та старших.
Цивільне працевлаштоване населення становило 248 осіб. Основні галузі зайнятості: освіта, охорона здоров'я та соціальна допомога — 21,0 %, роздрібна торгівля — 17,3 %, науковці, спеціалісти, менеджери — 14,1 %.